# Celtodoryx girardae
Celtodoryx girardae är en svampdjursart som beskrevs av Perez, Perrin, Carteron, Vacelet och Boury-Esnault 2006. Celtodoryx girardae ingår i släktet Celtodoryx och familjen Coelosphaeridae. Inga underarter finns listade i Catalogue of Life.